# Câncer cervical
Cancro do colo do útero, cancro cervical (português europeu) ou câncer do colo de útero (português brasileiro) é o cancro que tem origem no colo do útero, ou cérvix. Caracteriza-se pelo crescimento anormal de células que têm a capacidade de invadir ou de se espalhar para outras partes do corpo. Na fase inicial geralmente não se observam sintomas. À medida que a doença avança podem-se manifestar sintomas como hemorragia vaginal, dores na pelve ou dores durante o ato sexual. Embora a hemorragia após o ato sexual possa não ser grave, pode também ser um indicador da presença de cancro do colo do útero.
Em mais de 90% dos casos da doença, a causa aparenta ser a infeção pelo vírus do papiloma humano (VPH ou HPV, do inglês human papiloma virus). No entanto, a maioria das pessoas que é infetada pelo vírus não desenvolve cancro. Entre outros fatores de risco estão o tabagismo, um sistema imunitário comprometido, a pílula contracetiva, a iniciação sexual precoce e múltiplos parceiros sexuais, embora estes fatores sejam menos relevantes. O cancro do colo do útero geralmente desenvolve-se a partir de alterações pré-malignas que ocorrem ao longo de 10–20 anos. Cerca de 90% dos casos são carcinomas de células escamosas, 10% são adenocarcinomas e um pequeno número são de outros tipos. O diagnóstico é feito pela observação do colo do útero, seguida de biópsia. Posteriormente é usada imagiologia médica para determinar se o cancro se espalhou ou não.
As vacinas contra o vírus do papiloma humano protegem contra duas a sete estirpes de elevado risco da família do vírus e são capazes de prevenir até 90% dos cancros do colo do útero. Como continua a existir um pequeno risco de cancro, as recomendações incentivam a realização regular de testes de Papanicolau. Entre outros métodos de prevenção estão a diminuição do número de parceiros sexuais e o uso de preservativos. O rastreio do cancro do colo do útero através de Papanicolau ou ácido acético permite identificar eventuais alterações pré-malignas cujo tratamento pode prevenir o desenvolvimento de cancro. O tratamento do cancro do colo do útero pode consistir numa combinação de cirurgia, quimioterapia e radioterapia. A taxa de sobrevivência a cinco anos nos Estados Unidos é de 68%. No entanto, o prognóstico depende significativamente de quão cedo é detetado o cancro.
Em todo o mundo, o cancro do colo do útero é a quarta causa mais comum de cancro e de morte por cancro entre mulheres. Em 2012, estima-se que tenham ocorrido 528 000 casos da doença em todo o mundo, a qual provocou a morte a 266 000 pessoas. Isto corresponde a 8% do número total de casos e de mortes por cancro. Cerca de 70% dos casos ocorrem nos países em vias de desenvolvimento. Nos países de baixa renda é a causa mais comum de morte por cancro. Em países desenvolvidos, a adoção de programas de rastreio diminuiu drasticamente a prevalência do cancro do colo do útero.

## Sinais e sintomas
Os primeiros estágios do câncer do colo do útero podem ser completamente livres de sintomas. O sangramento vaginal, sangramento de contato (uma das formas mais comuns de sangramento após a relação sexual) ou, raramente, uma massa vaginal podem ser indicativos da presença de doença maligna. Além disso, dor moderada durante a relação sexual e corrimento vaginal também podem ser sintomas do câncer do colo do útero. Na doença já avançada, pode haver metástases para o abdome, pulmões e outros órgãos.
Os sintomas do câncer do colo do útero avançado incluem: perda do apetite, emagrecimento, fadiga, dor pélvica, dor lombar, dores e inchaço nas pernas, sangramento vaginal de grande volume, fraturas e, mais raramente, perda de urina e fezes pela vagina. Sangramento após ducha vaginal ou após o exame ginecológico é um sintoma comum do câncer do colo do útero.

## Causas

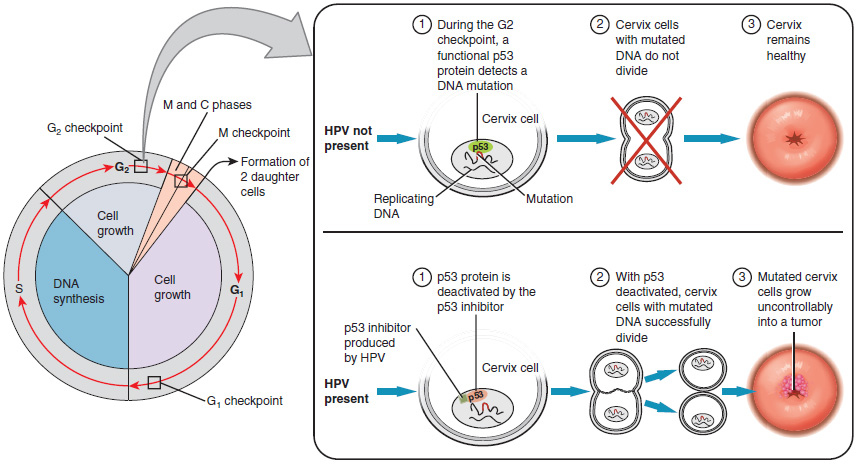
Na maioria dos casos, as células infectadas pelo vírus HPV se curam espontaneamente. Em alguns casos, contudo, o vírus continua a se espalhar e pode produzir um câncer invasivo.

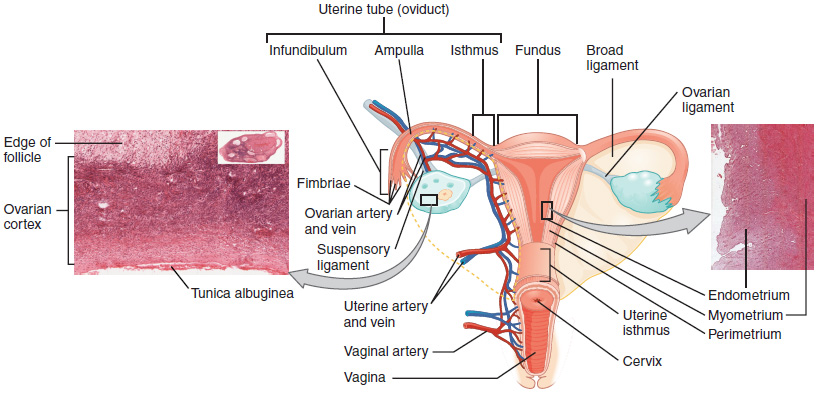
O colo do útero em relação à parte superior da vagina e a porção posterior do útero, mostrando a diferença do epitélio que recobre as estruturas internas.

A infecção por alguns tipos de HPV é o maior fator de risco para o câncer do colo do útero, seguida do tabagismo. Outros fatores de risco incluem o vírus da imunodeficiência humana (HIV). Entretanto, nem todas as causas de câncer do colo do útero são conhecidas e vários outros fatores podem estar implicados no desenvolvimento deste câncer. Existe uma correlação entre a composição de três genes de micro-RNA (miR146, miR196a2 e miR499) no DNA e o risco de uma pessoa desenvolver câncer cervical. Eles se ligam ao RNA de uma determinada classe de genes. Desta forma, um micro-RNA regula a expressão de vários genes e processos em um indivíduo.

### Vírus do papiloma humano
Os tipos 16 e 18 do vírus do papiloma humano (HPV) causam 75% dos cânceres do colo do útero em todo o mundo, enquanto os tipos 31 e 45 são a causa de mais 10% dos casos.
Mulheres com múltiplos parceiros sexuais (ou que tenham relações sexuais com homens que têm ou tiveram muitos outros parceiros) estão em maior risco de desenvolver o câncer.
Dos 150-200 tipos de HPV conhecidos, 15 foram classificados como tipos de alto risco (16, 18, 31, 33, 35, 39, 45, 51, 52, 56, 58, 59, 68, 73 e 82), três como provável alto risco (26, 53 e 66) e 12 como de baixo risco (6, 11, 40, 42, 43, 44, 54, 61, 70, 72, 81 e CP6108).
As verrugas genitais, que são uma forma de tumor benigno das células epiteliais, são causadas por vários tipos de HPV. Entretanto, estes sorotipos geralmente não estão relacionados ao câncer do colo do útero. É comum haver a infecção por múltiplos tipos ao mesmo tempo, incluindo aqueles que podem causar o câncer e os que provocam verrugas.
Acredita-se que a infecção pelo HPV seja uma condição necessária para o desenvolvimento do câncer do colo do útero.

### Tabagismo
O hábito de fumar, tanto o tabagismo ativo como passivo, aumenta o risco de desenvolver o câncer do colo do útero. Entre as mulheres infectadas pelo HPV, as fumantes atuais ou ex-fumantes têm uma incidência de câncer invasivo cerca de duas a três vezes maior. O tabagismo passivo também está associado ao aumento do risco, mas em uma menor proporção.

### Contraceptivos orais
O uso prolongado de contraceptivos orais está associado ao aumento do risco de câncer do colo do útero. Mulheres que utilizaram contraceptivos orais por 5 a 9 anos apresentaram uma incidência três vezes maior de desenvolver o câncer invasivo, enquanto aquelas que fizeram uso por 10 anos ou mais tiveram um risco cerca de quatro vezes maior.

### Múltiplas gestações
Ter uma história de muitas gestações também está associado ao aumento do risco de câncer do colo do útero. Entre as mulheres infectadas com HPV, aquelas que tiveram sete ou mais gestações concluídas apresentaram um risco quase quatro vezes maior de desenvolver o câncer quando comparadas com mulheres que nunca engravidaram e duas a três vezes maior em relação às mulheres que tiveram apenas uma ou duas gestações concluídas.

## Diagnóstico

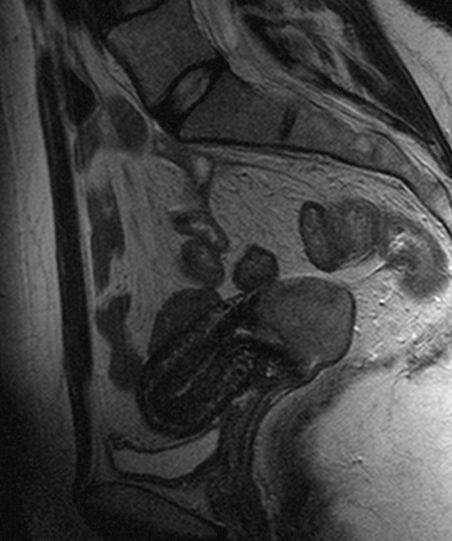
Câncer do colo do útero visto em imagem de ressonância magnética da pelve em T2, posição sagital.

### Biópsia
O exame citológico do colo do útero (Papanicolau) pode ser usado como teste de rastreio, mas pode apresentar resultado falso negativo em mais de 50% dos casos de câncer do colo do útero. A confirmação do diagnóstico de câncer do colo do útero ou de lesões pré-malignas requer uma biópsia do colo. Esta é geralmente realizada através da colposcopia, uma inspeção visual aumentada do colo do útero, na qual é aplicada solução de ácido acético que evidencia células anormais na superfície do colo. A impressão colposcópica, a estimativa da gravidade da lesão baseada na inspeção visual do colo, também é parte do diagnóstico.
Procedimentos diagnósticos e terapêuticos adicionais incluem a exérese da zona de transformação (EZT) e a conização, nas quais a camada interna do colo do útero é removida para ser examinada pelo patologista. Estes procedimentos são realizados se a biópsia confirmar neoplasia intraepitelial cervical grave.

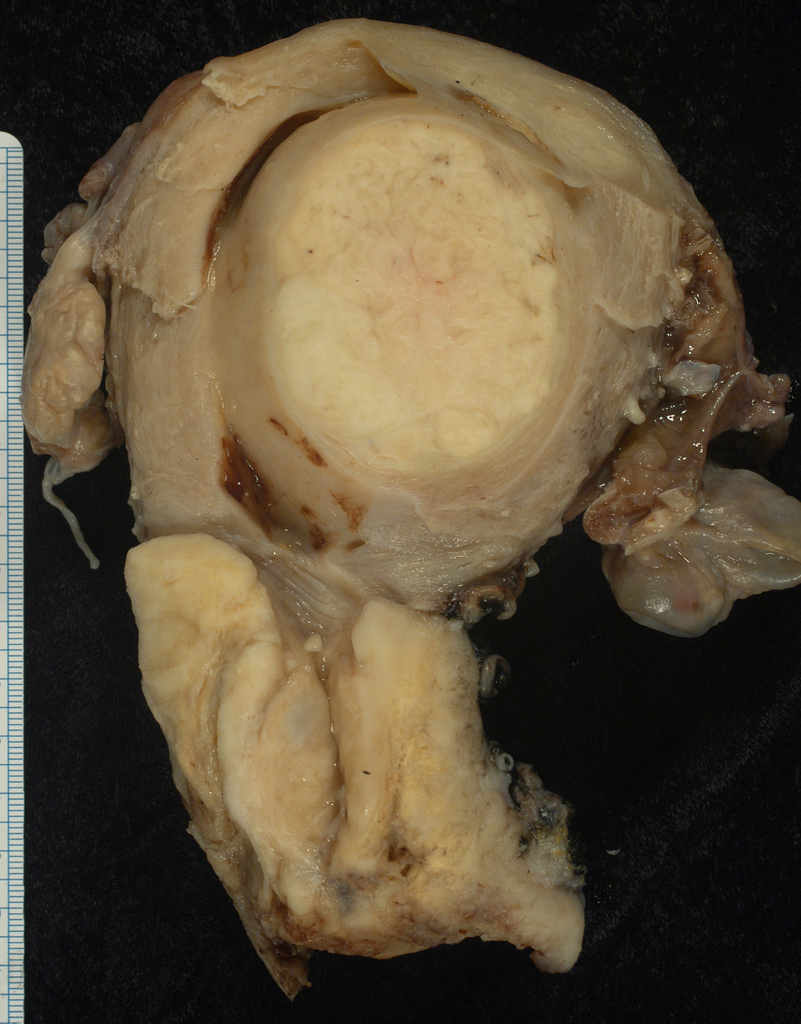
Este grande carcinoma escamoso (na parte inferior da imagem) obliterou o colo e invadiu o segmento inferior do útero. O útero também apresenta um leiomioma arredondado em sua parte superior.

Frequentemente, antes da biópsia, o médico solicita exames de imagem para descartar outras causas para os sintomas da paciente. Algumas modalidades de imagem incluem a ultrassonografia, a tomografia computadorizada e a ressonância nuclear magnética, que têm sido usadas na busca por outras doenças, para identificar extensão do tumor e seu efeito sobre estruturas adjacentes. Tipicamente, o tumor se apresenta como uma massa heterogênea no colo.

### Lesões pré-malignas

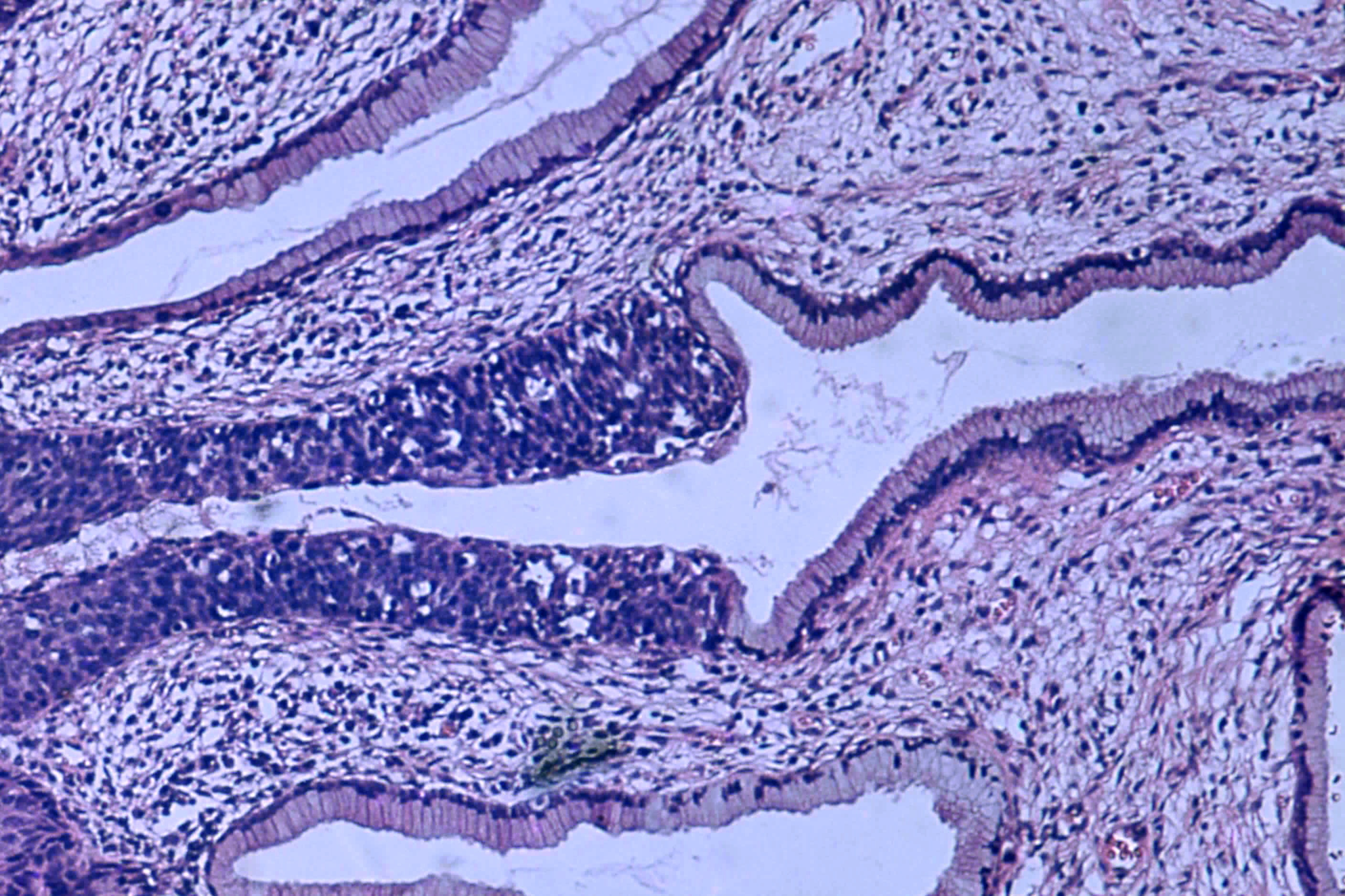
Aspecto histopatológico (coloração H&E) do carcinoma in situ (também classificado como NIC III), estágio 0: a arquitetura normal do epitélio escamoso estratificado é substituída por células irregulares que se estendem ao longo de toda a sua espessura. Epitélio colunar normal também é visto.

Neoplasia intraepitelial cervical, uma lesão com potencial precursor do câncer do colo do útero, é diagnosticada com frequência na biópsia do colo, examinada por um patologista. A nomenclatura neoplasia intraepitelial cervical é utilizada para alterações displásicas pré-malignas.
O nome e a classificação histológica das lesões precursoras do carcinoma do colo do útero foram muito modificadas ao longo do século XX. A classificação da Organização Mundial da Saúde era baseada na descrição das lesões, classificando-as em displasia leve, moderada e grave ou carcinoma in situ (CIS). O termo neoplasia intraepitelial cervical (NIC) foi desenvolvido para enfatizar a gama de anormalidades dessas lesões e para ajudar a padronizar o tratamento. Classifica-se a displasia leve como NIC I, displasia moderada como NIC II e displasia grave e carcinoma in situ como NIC III. Mais recentemente, NIC II e NIC III foram combinadas em NIC II/III. Estes são os resultados que devem ser relatados pelo patologista que analisar a biópsia.
Este sistema não deve ser confundido com o Bethesda que serve para os resultados do exame citológico. As classificações do sistema Bethesda são: lesão intraepitelial escamosa de baixo grau (LSIL), lesão intraepitelial escamosa de alto grau (HSIL) e outras. Um resultado LSIL deve corresponder a um NIC I e um HSIL a um NIC II ou III, porém, trata-se de resultados de exames diferentes e os achados do exame citológico podem não corresponder aos da análise histológica.

### Subtipos de câncer
Os subtipos histológicos do carcinoma invasivo do colo do útero são:
- carcinoma de células escamosas
- adenocarcinoma (cerca de 15% dos cânceres do colo do útero no Reino Unido)[36]
- adenocarcinoma
- carcinoma de pequenas células
- tumor neuroendócrino
- carcinoma de células caliciformes
- adenocarcinoma viloglandular

Embora o carcinoma de células escamosas seja o tipo mais comum, a incidência do adenocarcinoma do colo do útero tem aumentado nas últimas décadas.
Outros tipos de malignidade diferentes do carcinoma que podem ocorrer no colo do útero são o melanoma e o linfoma.

### Estadiamento
O câncer do colo do útero é estadiado a partir do sistema estabelecido pela Federação Internacional de Ginecologia e Obstetrícia (FIGO), que se baseia mais no exame clínico do que nos achados cirúrgicos. Apenas os testes a seguir podem ser usados no estadiamento da doença, quando se utiliza o sistema FIGO: palpação, inspeção, colposcopia, curetagem endocervical, histeroscopia, cistoscopia, proctoscopia, urografia intravenosa, conização e radiografia do tórax e do esqueleto.

Estádio 1A
Estádio 1B
Estádio 2A
Estádio 2B
Estádio 3B
Estádio 4A
Estádio 4B

## Prevenção
A prevenção pode ser feita através da vacina contra o HPV entre a idade de 9 e 20 anos e pelo uso de preservativo em todas relações sexuais. A vacina (Gardasil) reduz o risco de desenvolver o câncer cervical em 93% e também protege contra o câncer de vagina, câncer de vulva, Câncer retal, câncer de faringe e câncer de boca, que também associados ao HPV. Geralmente só é distribuída gratuitamente a meninas antes dos 20 anos por seu elevado custo, mas vacinar homens também previne cânceres masculinos como o câncer de pênis e a transmissão do HPV para mulheres.
Através do exame de Papanicolau e da colposcopia é possível realizar a monitorização das mulheres saudáveis para detectar lesões intracervicais (CIL). O exame deve ser repetido a cada 5 anos em mulheres sem fatores de risco, a cada 3 anos com baixo risco e anualmente quando há alto risco. O primeiro exame normalmente é feito entre os 20 e os 30 anos.
Uma dieta rica em vitaminas A, B, C e E reduz o risco desse câncer. Não fumar previne cânceres em todo o corpo.

## Tratamento
O tratamento geralmente é por cirurgia, radioterapia e quimioterapia, e depende das condições do paciente, do tipo de tumor e da sua procedência.
No estágios iniciais (in situ ou IA) a conização (remover biópsia em forma de cone com bisturi, laser ou LEEP) para diagnóstico já pode remover todo o câncer. O câncer micro-invasor (estágio IA) já indica a remoção de todo o útero (histerectomia total). Remover apenas o cérvix (traquelectomia) permite manter a fertilidade, mas o risco de aborto espontâneo por cérvix incompetente é elevado, esse risco pode ser reduzido com cerclagem. Os estágios IIA e IB indicam remoção dos gânglios linfáticos pélvicos (linfadenectomia), uma cirurgia bastante agressiva e com muito risco de complicações. Quando é maior que 3cm (estágio B) pode-se fazer quimioterapia ou radioterapia antes da cirurgia para reduzir o tamanho do tumor (terapia neoadjuvante). Quando invade vagina, bexiga, cólon, reto, corpo do útero ou peritônio as partes invadidas também podem ser removidos. Em estágios avançados (III ou IV) apenas radioterapia externa e localizada (braquiterapia) e quimioterapia com cisplatina e fluorouracil estão indicados. Imunoterapia também podem ser útil.

## Prognóstico
A sobrevivência 5 anos após o diagnóstico é em média de 72%. Nos estágios iniciais é de 92%, caindo 35% nos estágio III e 15% no estágio 15%. Cerca de 35% das mulheres com câncer invasivo voltam a ter esse câncer em menos de 5 anos. Geralmente as metástases são locais, invadindo vagina, bexiga, cólon, reto e peritônio.